# Andrij Semenjuk
Andrij Semenjuk (ukrainisch Андрій Семенюк; * 14. März 1994) ist ein ukrainischer Floorballspieler, der seit 2022 für den Täby FC in der vierten schwedischen Liga (Division 2 Stockholm) spielt.  Er ist Kapitän der ukrainischen Nationalmannschaft.
Als Reaktion auf den russischen Überfall auf die Ukraine kam Semenjuk im September 2022 mit seiner Frau und seiner Tochter nach Schweden. Semenjuk ist neben seiner Spielertätigkeit auch als Schiedsrichter im schwedischen Floorball aktiv. Zuvor spielte er in der ersten Liga der Ukraine für den FBC Skala Melitopol.
Er ist Nationalspieler auf dem Großfeld ebenso wie auf dem Kleinfeld, wo er bei der 3v3-Unihockey-Weltmeisterschaft 2025 mit dem ukrainischen Nationalteam überraschend im Viertelfinale Schweden ausschaltete und im Endspiel gegen die Schweiz die Silbermedaille gewann. Im Anschluss wurde er ins All Star Team des Turniers gewählt.